# Haemulon flavolineatum
Haemulon flavolineatum (Burro listado) es una especie de peces de la familia Haemulidae en el orden de los Perciformes.

## Morfología
• Los machos pueden llegar alcanzar los 30 cm de longitud total.

## Distribución geográfica
Se encuentra desde Bermuda, Carolina del Sur (Estados Unidos) y el norte del Golfo de México hasta el Brasil, incluyendo Centroamérica  e Indias Occidentales.